# Baktrijsko-margiánský archeologický komplex

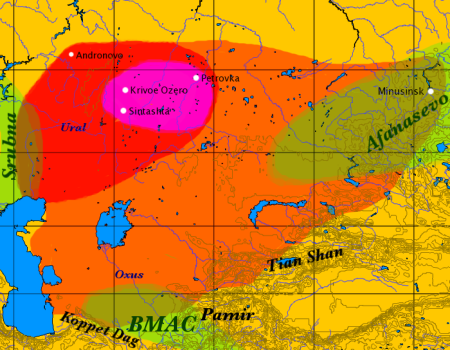
Nejstarší indoíránské a související kultury: Kultura Sintašta-Petrovka (červeně), indoíránská kultura Andronovo (oranžově) během 2. tisíciletí př. n. l. překrývající se s afanasjevskou kulturou (žlutozeleně) a Baktrijsko-margiánským kulturním komplexem (BMAC, taktéž žlutozelená). Oblast nejstaršího rozšíření válečných vozů vyznačena fuchsiovou.

Baktrijsko-margiánský archeologický komplex (anglicky Bactria–Margiana Archaeological Complex, BMAC), též Oxuská kultura, byla archeologická kultura pozdní doby bronzové v dnešním jižním Turkmenistánu, kolem řeky Amudarja (ve starověku Oxus/Oxos), existující přibližně mezi lety 2 200 až 1 700 př. n. l.
Pro tuto kulturu byla typická stavba opevněných osad či pevností či jako je Gonur či Togolok, jež připomínají pozdější typ pevností zvaných persky kalata a byly pravděpodobně vedeny jedním vůdcem. Uvnitř těchto komplexů se nacházely obytné prostory, dílny a chrámy, kromě toho v přilehlých oblastech žili také kočovní pastevci. V místnostech užívaných k obřadním účelům byly nalezeny kultovní předměty jež mohli být užívány k rituálům předznamenávajícím pozdější haomový kult – byly v nich nalezeny například zbytky máku a chvojníku. Ekonomicky byl BMAC založen na intenzivním závlahovém zemědělství a pastevectví, pěstoval se převážně ječmen, ale také pšenice, luštěniny, švestky, jablka a hrozny. Převažujícím druhem dobytka byly ovce a kozy.
BMAC pravděpodobně hrál významnou roli v migraci indoíránských kmenů andronovské kultury ze střední Asie do jejich pozdějších sídel na jihu, dosud obývaných Churrity, Urartany, Elamity a nositeli harappské kultury. Během této expanze Indoíránci nejspíše převzali tuto městskou kulturu, kterou by pak šlo spojit s kmeny Daoi a Parnoi zmiňovanými v řeckých a latinských zdrojích.